# Nexpan
Nexpan är en ort i Mexiko.   Den ligger i kommunen Hueyapan och delstaten Puebla, i den sydöstra delen av landet, 180 km öster om huvudstaden Mexico City. Nexpan ligger 1 627 meter över havet och antalet invånare är 1 095.
Terrängen runt Nexpan är huvudsakligen kuperad, men norrut är den bergig. Terrängen runt Nexpan sluttar norrut. Runt Nexpan är det tätbefolkat, med 343 invånare per kvadratkilometer. Närmaste större samhälle är Teziutlan, 9,9 km sydost om Nexpan. Omgivningarna runt Nexpan är en mosaik av jordbruksmark och naturlig växtlighet.